# ドナルド・ヤマモト
ドナルド・ユキオ・ヤマモト（英語: Donald Yukio Yamamoto、日本名：山本 幸生〈やまもと ゆきお〉、1953年3月13日 - ）は、アメリカ合衆国の外交官。在ソマリア米国大使 。日系アメリカ人。

## 経歴
コロンビア大学卒業。外交官になり大使と臨時代理大使を２度ずつ務め、アジア局・中東局・アフリカ局・南アジア局に所属。1992年7月から1995年6月にかけて、在福岡米国領事館で首席領事を務めたこともある。
2018年12月4日、28年ぶりに再開された在ソマリア米国大使館に大使として着任した。